# Joseph M. Carey
Joseph Maull Carey (19 de Janeiro de 1845 - 5 de Fevereiro de 1924) foi um advogado, fazendeiro, juiz e político americano que exerceu na política local, estadual e federal do Wyoming.
Na década de 1860, Carey exerceu advocacia no leste dos Estados Unidos e participou da política da Pensilvânia e de Nova Jersey. Em 1869, foi nomeado pelo Presidente Ulysses S. Grant como o procurador dos Estados Unidos no Território de Wyoming e mais tarde para a Suprema Corte do Wyoming. Depois de exercer como o 14° Prefeito de Cheyenne, Wyoming, foi eleito para exercer como delegado do Wyoming na Câmara dos Representantes dos Estados Unidos, onde apresentou uma legislação que reconhecia o Wyoming como um estado. Após Wyoming virar um estado, foi selecionado para exercer como o primeiro senador do estado ao lado de Francis E. Warren.
Em 1910, deixou o Partido Republicano e foi eleito Governador do Wyoming com a indicação Democrata. Aposentou-se da política depois de deixar o governo em 1914. É até hoje o último prefeito de Cheyenne a ser eleito Governador.

## Primeiros anos

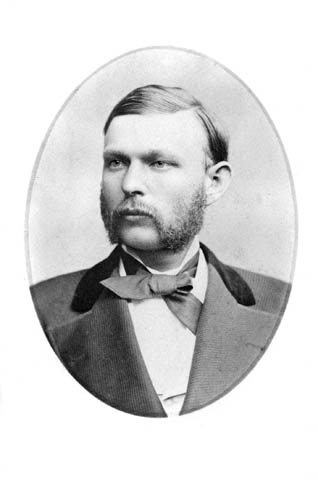
Joseph M. Carey em sua juventude

Joseph Maull Carey nasceu no dia 19 de Janeiro de 1845, em Milton, Delaware, filho de Robert Hood Carey e Susan Pitt Davis. Frequentou o Instituto Colegial Fort Edward até o segundo ano em 1865. Estudou direito nos escritórios de B. F. Temple, W. L. Dennis e Henry Flanders antes de se formar com um Bacharel em Direito pela Universidade da Pensilvânia em 1867. No dia 27 de Setembro de 1877, casou-se com Louisa David e mais tarde teve dois filhos com ela.

## Carreira

### Política
Durante as eleições para governador da Pensilvânia de 1866 e 1869, Carey apoiou e fez discursos em favor do Governador John W. Geary. Deu seu primeiro voto em 1866 e mais tarde foi convidado pelo presidente do Partido Republicano de Nova Jersey para fazer discursos em várias cidades de Nova Jersey.
No dia 3 de Abril de 1869, Carey foi nomeado pelo Presidente Ulysses S. Grant como o primeiro procurador dos Estados Unidos no Território de Wyoming e chegou no dia 8 de Maio. No dia 14 de Dezembro de 1871, foi nomeado Juiz Associado da Suprema Corte do Wyoming por Grant, confirmado pelo Senado no dia 18 de Janeiro de 1872 e exerceu até 1876.
Durante a segunda sessão da Comissão do Centenário dos Estados Unidos, Carey foi selecionado para representar o Território de Wyoming e exerceu na Comissão de Nomeação dos Secretários de Serviços. Carey se absteve quando a comissão votou se permitia ou não que a Exposição do Centenário permanecesse aberta aos domingos.
Em 1876, foi selecionado para exercer como membro do Comitê Nacional Republicano do Território de Wyoming e permaneceu no cargo até 1897.

### Prefeito
Em 1880, Carey foi eleito prefeito de Cheyenne, Wyoming, enquanto estava fora do estado, executando um programa de melhoria de obras públicas. Foi reeleito em 1881, e novamente sem oposição em 1882. Durante seu mandato como prefeito, os sistemas de água e esgoto da cidade foram concluídos, um teatro foi construído e o Banco Nacional Stock Growers foi organizado e escolheram Carey para exercer como seu primeiro presidente.
A Wyoming Development Company foi fundada em 1883, com a intenção de levar água a milhares de hectares áridos de terra em Wheatland. Em 1885, Carey foi selecionado para liderar a organização e construiu um reservatório usando água do Rio Laramie. A água do reservatório foi transferida para os apartamentos através de canais e valas e irrigou com sucesso 50.000 acres de terra, permitindo que a área se tornasse habitável.

### Câmara dos Representantes dos EUA
No dia 30 de Julho de 1874, o Partido Republicano do Wyoming por unanimidade nomeou Carey em sua convenção estadual para exercer como delegado do território à Câmara dos Representantes dos Estados Unidos do distrito congressional geral, mas foi derrotado por pouco pelo incumbente Delegado Democrata William Randolph Steele.
No dia 22 de Outubro de 1884, Carey recebeu a indicação Republicana para o distrito congressional geral depois que Francis E. Warren recusou a indicação. Na eleição geral, derrotou o candidato Democrata William H. Holliday. Durante a eleição de 1884, o Partido Democrata do Wyoming não indicou um candidato para o distrito congressional geral e Carey recebeu quase noventa por cento dos votos populares, com o restante sendo dividido entre os candidatos Democratas. No dia 8 de Outubro de 1888, recebeu a indicação Republicana novamente e foi reeleito contra o candidato Democrata Caleb P. Organ.
No dia 18 de Maio de 1887, fez um discurso na cerimônia do edifício do Capitólio Estadual do Wyoming.
Quando o Governador Territorial William Hale morreu, Carey pediu ao Presidente Chester A. Arthur que nomeasse Warren por ser um residente do Wyoming, em vez de selecionar um não residente. Warren foi nomeado e o resto dos governadores territoriais até o Wyoming virar um estado eram residentes do Wyoming. O Presidente Benjamin Harrison ofereceu nomear Carey para um cargo importante no Wyoming, mas recusou porque queria trabalhar para que Wyoming tornasse um estado.
Em 1889, Carey propôs uma legislação que reconheceria Wyoming como um estado, mas o Congresso não deu seguimento a sua proposta. Embora a proposta de Carey tenha fracassado, o Governador Warren ainda ordenou uma eleição de delegados a uma convenção constitucional para redigir uma constituição. No dia 26 de Março de 1890, Carey apresentou uma legislação para reconhecer Wyoming como um estado, aprovada pela Câmara dos Representantes por uma votação de 139 a 127 a favor e aprovada no Senado com 29 a 18 a favor. A legislação foi transformada em lei pelo Presidente Benjamin Harrison no dia 10 de Julho de 1890. Embora Wyoming tivesse uma população de menos de 60.000 na época de estado, Carey afirmou que não importava, pois vários outros estados foram reconhecidos com populações inferiores a Wyoming.

### Senado dos EUA
Após o Wyoming virar um estado, a primeira assembleia legislativa realizou uma sessão por ordem do Governador Warren. No dia 12 de Novembro de 1890, a assembleia legislativa votou na nomeação de seus dois senadores para o Senado dos Estados Unidos. Carey derrotou George W. Baxter enquanto Warren derrotou M. C. Brown, John McCormick, H. R. Mann e Henry A. Coffeen. Em 1895, concorreu à reeleição, mas a assembleia legislativa votou unanimemente a favor de Francis E. Warren devido à oposição de Carey ao movimento da "prata livre".

### Interlúdio
Em 1894, foi nomeado reitor honorário da Union College e recebeu um diploma honorário de doutor em direito. Durante a eleição presidencial nos Estados Unidos em 1896, afirmou que o Governador William McKinley derrotaria William Jennings Bryan por pouco. Em 1897, uma convenção constitucional foi realizada em Delaware, onde uma carta de Carey em apoio ao sufrágio feminino foi lida no dia 16 de Fevereiro. No dia 6 de Setembro, ele e seu irmão, Davis Carey, foram jogados de uma carruagem e Joseph Carey ganhou cortes na cabeça enquanto Davis não se machucou.

### Governador

#### Eleição
Em Maio de 1910, Carey anunciou que tentaria a indicação Republicana para a eleição a governador do Wyoming. Em Junho, ele e o ex-Tesoureiro estadual William C. Irvine, que exerceu como gerente de campanha de Carey, fizeram campanha em Wyoming. No dia 10 de Setembro, anunciou que concorreria como Independente na eleição para governador a fim de quebrar a máquina política Republicana que controlava o Wyoming.
No dia 21 de Setembro, derrotou William L. Kuykendall para a indicação Democrata a governador. Na eleição geral, derrotou o candidato Republicano William E. Mullen e o candidato Socialista W. W. Paterson e venceu todos os condados.

#### Mandato
No dia 21 de Janeiro de 1911, nove Senadores, seis Governadores e treze Representantes da Aliança Progressista Republicana assinaram uma declaração de princípios de apoio à legislação progressista. Carey foi um dos signatários. No dia 29 de Janeiro de 1912, endossou o ex-Presidente Theodore Roosevelt para a nomeação presidencial Republicana contra o Presidente incumbente William Howard Taft. No dia 15 de Julho, fez uma convocação para uma convenção estadual Progressista para selecionar delegados para comparecer à convenção nacional do Partido Progressista de Roosevelt. Embora Wyoming tivesse um membro do Partido Progressista de Roosevelt como governador, na eleição presidencial Roosevelt ficou em terceiro, atrás de Taft, que ficou em segundo, e do Governador Woodrow Wilson, que venceu o estado. Na eleição da Câmara dos Representantes, Charles E. Winter, o candidato do Partido Progressista para o distrito congressional geral do Wyoming, ficou em terceiro lugar, atrás do candidato Democrata Thomas P. Fahey e do Representante Republicano incumbente Frank Wheeler Mondell.
No dia 20 de Janeiro de 1913, os combates começaram na Câmara dos Representantes do Wyoming durante a escolha do Presidente da Câmara. Carey foi convidado a restaurar a ordem na câmara, mas se recusou a intervir. Durante seu mandato como governador, perdoou sessenta e três pessoas e comutou as sentenças de noventa e seis pessoas.

## Últimos anos
No dia 14 de Outubro de 1916, Carey endossou o Presidente incumbente Woodrow Wilson para a reeleição durante a eleição presidencial de 1916 contra o candidato Republicano Charles Evans Hughes. Em 1917, pronunciou-se em apoio à proibição do álcool nos Estados Unidos.
Em 1918, seu filho, Robert D. Carey, ganhou a eleição para governador com a nomeação Republicana, tornando Joseph Carey o único governador do Wyoming a ser pai de outro governador do Wyoming. Em Janeiro de 1922, Joseph e Robert Carey viajaram pelo leste dos Estados Unidos. Em Janeiro de 1924, sofreu um derrame e morreu no dia 5 de Fevereiro.
Após sua morte, foi homenageado pela filial de Casper Kiwanis ao lado do ex-Presidente Woodrow Wilson. No dia 8 de Fevereiro, todos os negócios em Wyoming foram suspensos e membros do governo estadual, incluindo o Governador William B. Ross, elogiaram Carey. No dia 13 de Fevereiro, a Suprema Corte do Wyoming tiveram resoluções escritas por Hugo Donzelman, Thomas Hunter e Anthony C. Campbell elogiando Carey.
Em 1959, foi incluído no National Cowboy Hall of Fame.